# NGC 434A
NGC 434A (другие обозначения — ESO 113-24, PGC 4344) — галактика в созвездии Тукан.
Этот объект не входит в число перечисленных в оригинальной редакции «Нового общего каталога» и был добавлен позднее.